# Przewoźniki (obwód grodzieński)
Przewoźniki (biał. Перавознікі, Pierawozniki; ros. Перевозники, Pieriewozniki) – wieś na Białorusi, w obwodzie grodzieńskim, w rejonie ostrowieckim, w sielsowiecie Ryteń, nad Wilią.

## Historia
Słownik geograficzny Królestwa Polskiego z 1888 wymienia dwie nadwileńskie wsie o tej nazwie, położone w Rosji, w guberni wileńskiej. Jedna, z nich będąca własnością włościańskią, wchodziła w skład gminy Bystrzyca w powiecie wileńskim; natomiast druga, będąca własnością rządową, leżała w powiecie zawilejskim/święciańskim. 
Po I wojnie światowej pod administracją polską, w Zarządzie Cywilnym Ziem Wschodnich. W latach 1920–1922 w składzie Litwy Środkowej.
Od 11 kwietnia 1922 leżały w Polsce, w województwie wileńskim, w powiecie wileńsko-trockim, do 1 kwietnia 1927 w gminie Bystrzyca, następnie w gminie Worniany.
Po II wojnie światowej w granicach Związku Sowieckiego. Od 1991 w niepodległej Białorusi.